# Марьянник полевой
Марья́нник полево́й (лат. Melāmpyrum arvēnse) — однолетнее травянистое растение, вид рода Марьянник (Melampyrum) семейства Заразиховые (Orobanchaceae).

## Ботаническое описание

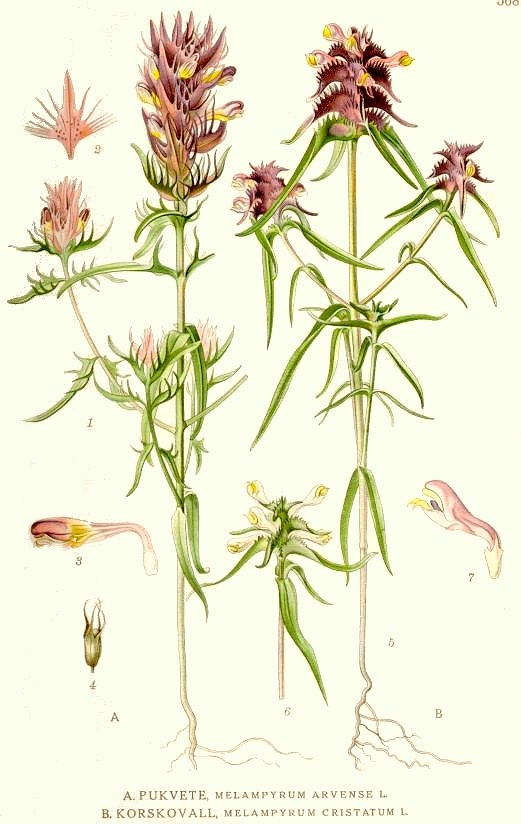
A (слева) — Melampyrum arvense, B (справа) — Melampyrum cristatum.

Растение 15—50 см высотой, опушённое белыми, мелкими, часто редкими, прижатыми волосками.
Стебель цилиндрический, прямой, ветвистый; ветви тонкие, вверх торчащие.
Листья ланцетные, 2—6(7) см длиной, 5—8 мм шириной или широколанцетные, 1 см шириной, толстые, более-менее мясистые или линейные, 2—5 см шириной, длинно заострённые, цельнокрайные или с 2—4 длинными, острыми зубцами, почти сидячие или иногда на черешках 2 мм длиной, с обеих сторон покрытые белыми короткими волосками. Цветки на цветоножках 1 мм длиной, обращённые во все стороны, в длинном, густом, цилиндрическом колосовидном соцветии, 3,5—10(14) см длиной и 2—2,5 см шириной. Прицветники яйцевидно-ланцетные, розовато-пурпуровые, (1,7)2—2,5 см длиной, 0,3—0,7 см шириной, почти равные чашечке или немного длиннее, глубоко гребенчато-зубчатые, зубцы 3—8 мм длиной, длинно заострённые, в нижней части иногда с двумя рядами чёрных или коричневых точек-чешуек, выделяющих нектар, голые или редко коротко-волосистые и по краю реснитчатые. Чашечка 1,2—2 см длиной, большей частью густо опушённая, с трубкой 6—8 мм длиной, с длинными, линейно-остистыми, шиловидными, часто дугообразными зубцами 0,6—1,4 см длиной, почти равными трубке венчика. Венчик пурпуровый, 2—2,5(3) см длиной, снаружи покрытый белыми, двуклеточными, ворсинчатыми волосками, внутри более-менее редкими, цилиндрическими, многоклеточными; нижняя губа с жёлтыми пятнами, венчик внутри с белым или голубоватыми кольцом ниже отгиба. Тычинки с пыльниками 4,5 мм длиной, с остроконечными, почти равными или иногда неравными придатками, нижние с придатками немного длиннее остальных. Завязь обратнояйцевидная, 2 мм длиной, 1,2 мм шириной, голая, коричневая. Столбик в 5 раз длиннее завязи, голый или изредка наверху редковолосый.
Коробочка обратнояйцевидная, 0,8—1 см длиной, 4—4,5 мм шириной, на 1/3 или в два раза короче чашечки, с загнутым маленьким носиком, голая, вскрывается с двух сторон, края створок утолщённые, голые или редко коротко волосистые. Семена продолговатые, 3—4,5 мм длиной, 1,5—2,5 мм шириной, тупые, тёмно-коричневые, матовые. Цветёт с мая по сентябрь.
Вид описан из Западной Европы.

## Распространение
Встречается в Европе: Финляндия, Швеция, Дания, Великобритания, Австрия, Бельгия, Чехословакия, Германия, Венгрия, Нидерланды, Польша, Швейцария, Албания, Болгария, Югославия, Италия, Румыния, Франция (включая Корсику), Испания; на территории бывшего СССР: на Кавказе (Армения, Азербайджан, Грузия, Предкавказье, Дагестан), в Молдавии, на Украине, в Белоруссии, Прибалтике, Европейской части России, в Западной Сибири (верховья Тобола); в Азии: Турция.
Растёт в смешанных и дубовых лесах, в берёзовых колках, на лесных полянах, на лесных, лесостепных и субальпийских лугах; в горах до 1200—1500 м над уровнем моря; иногда как сорное.